# Сукмановка (Тамбовская область)
Сукмановка — село в Жердевском районе Тамбовской области России.
Административный центр Сукмановского сельсовета.

## География
Расположено на реке Шинокость (притоке Савалы), в нескольких километрах к юго-востоку от райцентра, города Жердевка, и в 105 км по прямой к югу от центра города Тамбова.

## Население
| 2002 | 2010 |
| ---- | ---- |
| 1039 | ↘939 |

Согласно результатам переписи 2002 года, в национальной структуре населения русские составляли 98 % от жителей.

## Известные уроженцы, жители
- Балтийский, Валерий Александрович (1914-?) — советский хозяйственный, государственный и политический деятель.

## Инфраструктура
Личное подсобное хозяйство с зоной сельскохозяйственного использования, индивидуальная застройка усадебного типа.
Основа экономики — сельское хозяйство.
Сукмановский ФАП. Сукмановская ООШ. Сукмановский ДК. Детский сад «Ласточка».

## Транспорт
Остановка общественного транспорта «Сукмановка».